# تای لی
تای لی (به انگلیسی: Ty Lee) یک شخصیت داستانی خیالی در مجموعهٔ پویانمایی آواتار: آخرین بادافزار نیکلودئون است که توسط مایکل دانته دی‌مارتینو و برایان کونیتزکو خلق شده‌است؛ صداپیشگی این شخصیت را الیویا هک انجام داده‌است. تای لی دوست دوران کودکی می و آزولا است که به آزولا برای پیدا کردن آواتار آنگ و زوکو و آیرو کمک می‌کند. او مهارت فوق‌العاده‌ای در حرکات آکروباتیک و هنرهای نمایشی و ضربات رزمی فلج‌کننده دارد. در کتاب سوم، او پس از حمایت از می و زوکو در برابر آزولا، موقتاً زندانی شد و هنگامی که پادشاه آتش (اوزای) شکست خورد، آزاد شد. او بعداً به مبارزان کیوشی پیوست که قبلاً در کتاب دوم خود را به جای یک مبارز کیوشی جا زده بود.